# 下巨虛穴
下巨虛穴是属于足陽明胃經的腧穴，是小腸下合穴。

## 定位
犢鼻穴下9寸，距脛骨前緣一橫指。

## 主治
小腹痛、乳癰、下肢痿痺、泄瀉等。

## 操作
直刺1～1.5寸，可灸。